# Список умерших в 729 году

## Январь
- 14 января — Ибн Сирин, мусульманский богослов из поколения табиинов, знаток хадисов, правовед, комментатор Корана и толкователь снов.

## Март
- 16 марта — Нагая, член императорского дома Японии периода Нара, правый министр (с 721) и левый министр (с 724), возглавлял оппозицию роду Фудзивара.

## Май
- 9 мая — Осрик, король Нортумбрии (718—729).

## Дата смерти неизвестна или требует уточнения
- Дрест VII, король пиктов (724—726 или 729).
- Катал мак Нейлл, король Лагора (Южной Бреги) (724—729).
- Кинич-Йональ-Ак II, правитель царства Йокиб (687—729) цивилизации майя.
- Нехтон III, король пиктов (706—724 и 726—729).
- Ованес III Одзнеци, армянский католикос.
- Феодор I, герцог Неаполя (719—729).
- Феодосия Константинопольская, христианская преподобномученица и святая.
- Этельбурга Уэссекская, королева Уэссекса; католическая святая.